# Moses Allen Starr

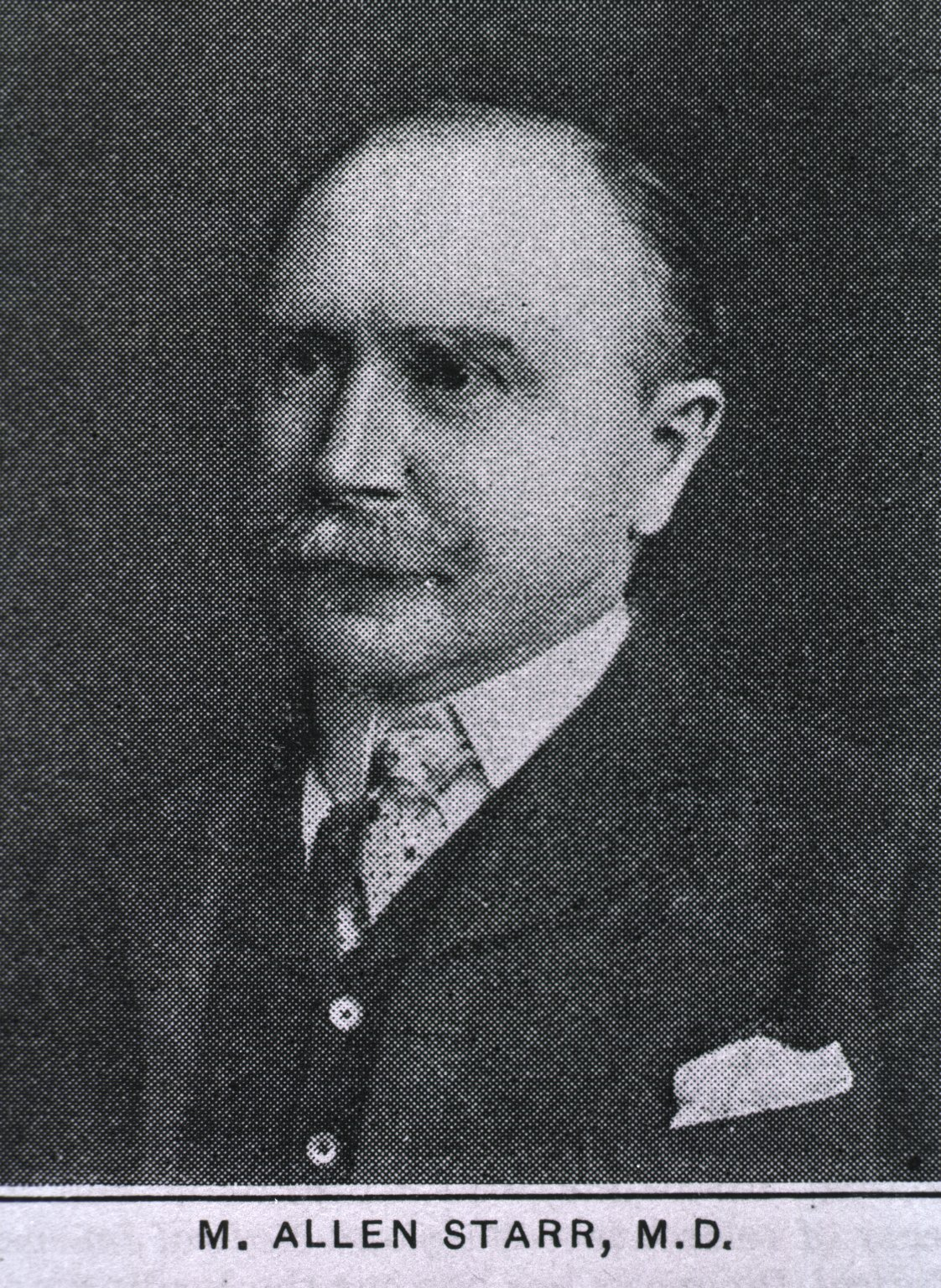
Moses Allen Starr

Moses Allen Starr (ur. 16 maja 1854 w Brooklynie, zm. 4 września 1932 w Marienbadzie) – amerykański neurolog. Praktykował w Nowym Jorku. Opublikował w 1889 klasyczną monografię poświęconą guzom mózgu u dzieci.